# György Káldi
György Káldi madžarski jezuit, teolog, katoliški pisec, prevajalec prvega madžarskega katoliškega Svetega pisma. * 4. februar 1573, Trnava; † 30. oktober 1634, Bratislava.

## Življenjepis
Rodil se je na današnjim Slovaškem. Njegovi starši so izhajali iz Železne županije, iz Kálda (tudi tej županiji pripada Slovensko Porabje, v času Káldija pa ji je pripadalo severno in srednjo Prekmurje). Teologijo je študiral na Dunaju in tam so ga posvetili za duhovnika. Zanimivo, da je Káldijev oče kasneje postal protestant. Imel je še dva brata: Ferenc in Márton. Márton je bil tudi duhovnik in služil pri jezuitih v Gradcu.
S podporo velike osebe madžarske protireformacije Pétra Pázmánya je šel v Rim, kjer je stopil v red jezuitov. Ko se je vrnil na Ogrsko, je ustvaril bratislavski katoliški kolegij in tiskarno. V kolegiju je bil rektor do svoje smrti.
Leta 1605 ga je spraševal Pázmány za prevod Svetega pisma. Med 1605 in 1608 je prevedel Sveto pismo iz latinščine v madžarščino, potem ga neprestano popravil do 1626. Pri popravilu je sodeloval tudi Márton Káldi, Györgyov brat. Podporo je dobil Sveto pismo tiskati tudi od protestantskega transilvanskega kneza Gáborja Bethlena (da bi svoji katoliški podložniki tudi dobili Biblijo). Na Dunaju so tiskali Káldijevo Biblijo, čeprav ni bila takoj razširjena, kot biblija Gáspárja Károlyija. Veliko so jo kritizirali, ker ni iz grškega ali hebrejskega izvirnika prevedena, temveč iz Vulgate in iz verzije tridentinskega koncila.
Vendar so na koncu 18. in v začetku 19. stoletja madžarski jezikovni reformatorji uporabljali Káldijevo Biblijo. Predvsem v tem času je postala temelj madžarskega knjižnega jezika. Káldi je previdno in trezno izbiral besede pri prevajanju. V svoji bibliji se trudi točno in razumljivo prevesti Sveto pismo. Vplivali so na Káldija stari prevodi, kot tudi protestantski prevodi.
Razen tega je pisal več pridigarskih knjig. Káldijev stil in temeljitost sta vplivala tudi na slovenskega Mikloša Küzmiča.

## Dela
- Szent Biblia. Az Egész Keresztyénségben bévött Régi Deák bötűből (Sveta biblija, prevedena iz stare latinščine, ki je sprejeta v celem krščanstvu) 1626.
- Halotti beszédek (Govori na pobreg) 1629.
- Az Vasarnapokra-Valo Predikatzioknak Első Resze (Pridige na nedelje 1. del) 1631.
- Az Innepekre-valo Predikatzioknak Első Resze (Pridige na cerkvene praznike 1. del) 1631.
- Istennek szent akarattya (Sveta Božja volja) 1681.